# Catalpa bignonioides
Espèce
Classification phylogénétique
Catalpa bignonioides, de noms communs Catalpa fausse bignone, Catalpa, Arbre aux haricots, Catalpa de Caroline ou Catalpa commun, est une espèce de plantes à fleurs de la famille des Bignoniaceae et du genre Catalpa. C'est un arbre à grandes feuilles caduques, originaire d'Amérique du Nord, souvent planté comme arbre d'ornement dans les climats tempérés.

## Nomenclature et étymologie
En 1788, un botaniste et planteur américain, Thomas Walter (1740-1789) donna la première description de l’espèce sous le nom de Catalpa bignonioides dans Flora Caroliniana, secundum . . . 64. Walter était installé en Caroline du Sud, alors colonie britannique. Il a exploré la flore locale et publié en 1788 la Flora Caroliniana, l’un des premiers ouvrages botaniques sur la flore de cette région.
Le nom de genre Catalpa vient du muscogee, (une langue creek, du sud-est des États-Unis), kutuhlpa, « tête ailée ».

## Synonymes
Selon POWO du Kew Gardens, il existe 31 synonymes hétérotypiques et parmi eux:
- Bignonia catalpa L. dans Sp. Pl. : 622 (1753)
- Catalpa arborea Baill.
- Catalpa catalpa (L.) H. Karst.

## Distribution, habitat

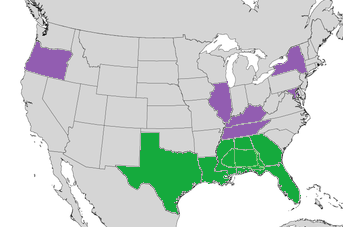
Carte de répartition géographique aux États-Unis. Vert origine, Pourpre introduite.

Selon POWO, l’aire de répartition naturelle de l’espèce s’étend de l’est du Texas au sud de la Géorgie aux États-Unis. L’origine de l’espèce se situe au Texas, Louisiane, Alabama, Géorgie, Mississippi, Floride, et (?) Vermont (en vert sur la carte).
Elle a été introduite en Oregon, Illinois, Kentucky, Maryland New York, Tennessee (en mauve sur la carte), ainsi qu'en Bulgarie, Chine Centre-Sud, Tchéquie-Slovaquie, Allemagne, Hongrie, Italie, en Corée, Caucase du Nord, Roumanie Russie d’Europe du Sud, Espagne, Tunisie Himalaya occidental, régions où elle s’est naturalisée.
Originaire du sud-est des États-Unis, elle est surtout présente dans les États du Mississippi et de Géorgie. On la trouve aussi en Alabama, en Floride et en Louisiane. C'est un des rares arbres qui a conservé le nom de son pays d'origine. Il est introduit en Europe en 1726.
Il apprécie les sols fertiles, chauds et abrités. On le trouve ainsi dans les forêts caducifoliées à proximité de cours d’eau. Il pousse au soleil. Il résiste à la pollution.

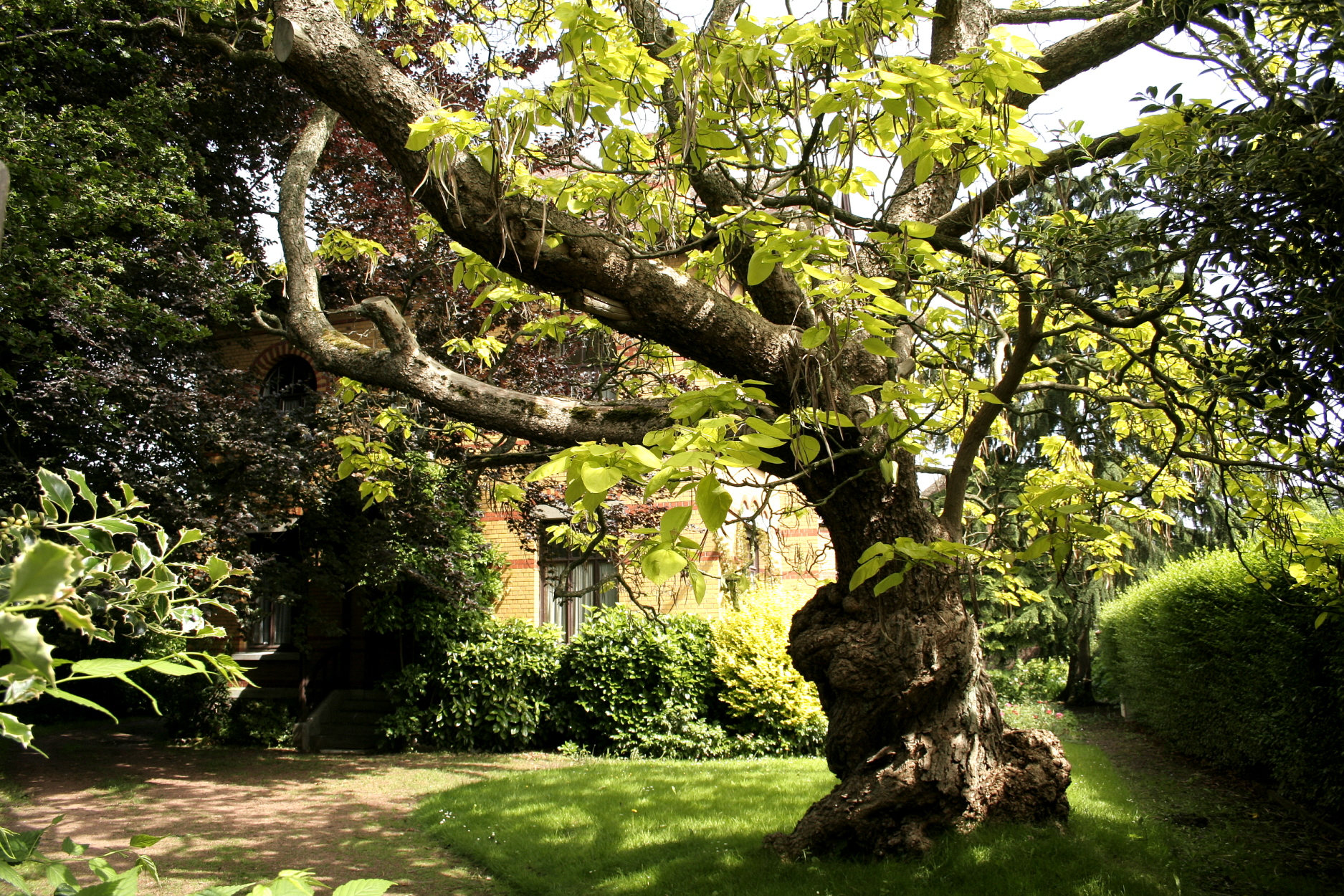
Vieux catalpa (Le Rœulx, Hainaut, Belgique).
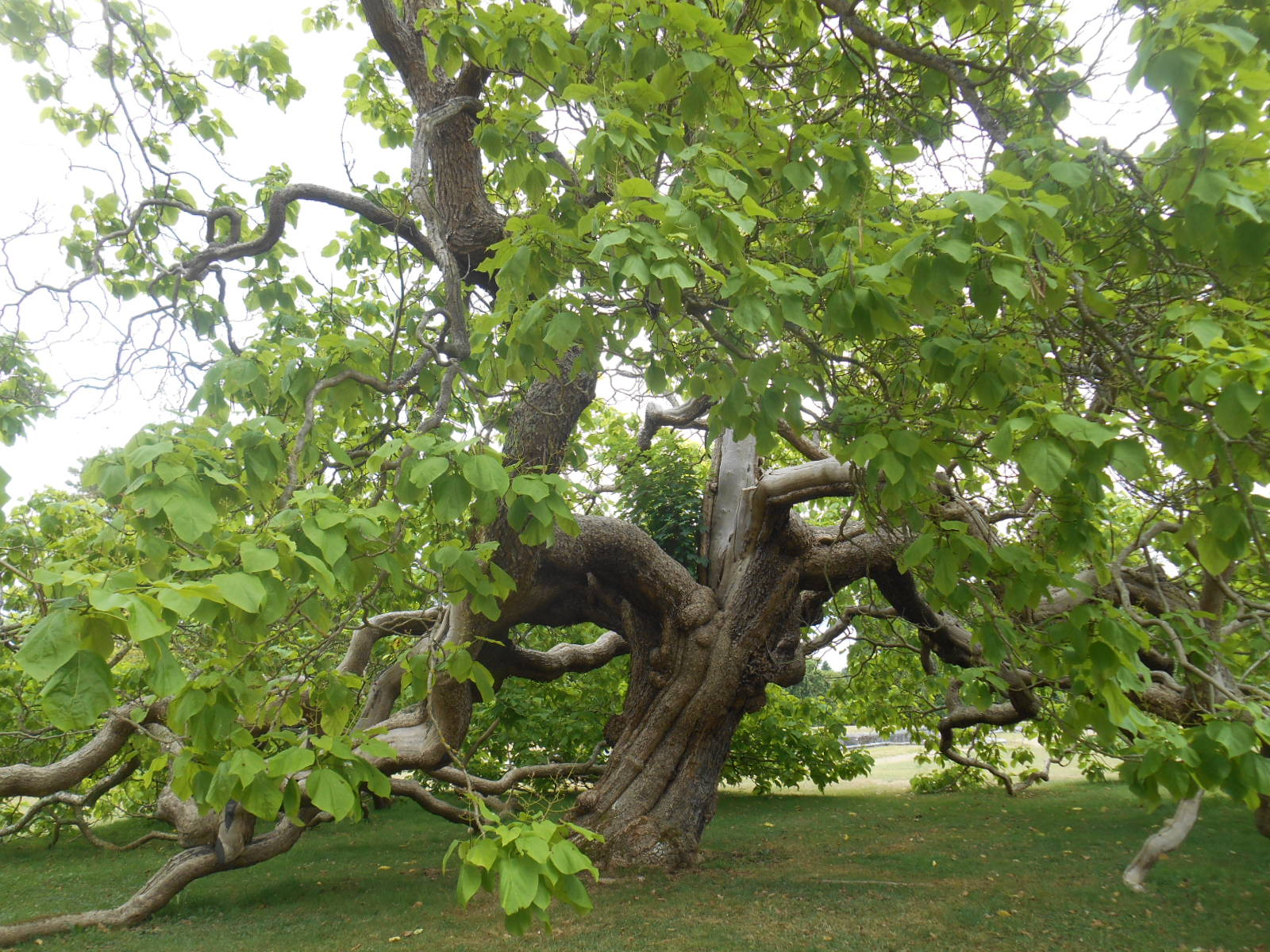
Catalpa du château de Bizy, à Vernon (27).
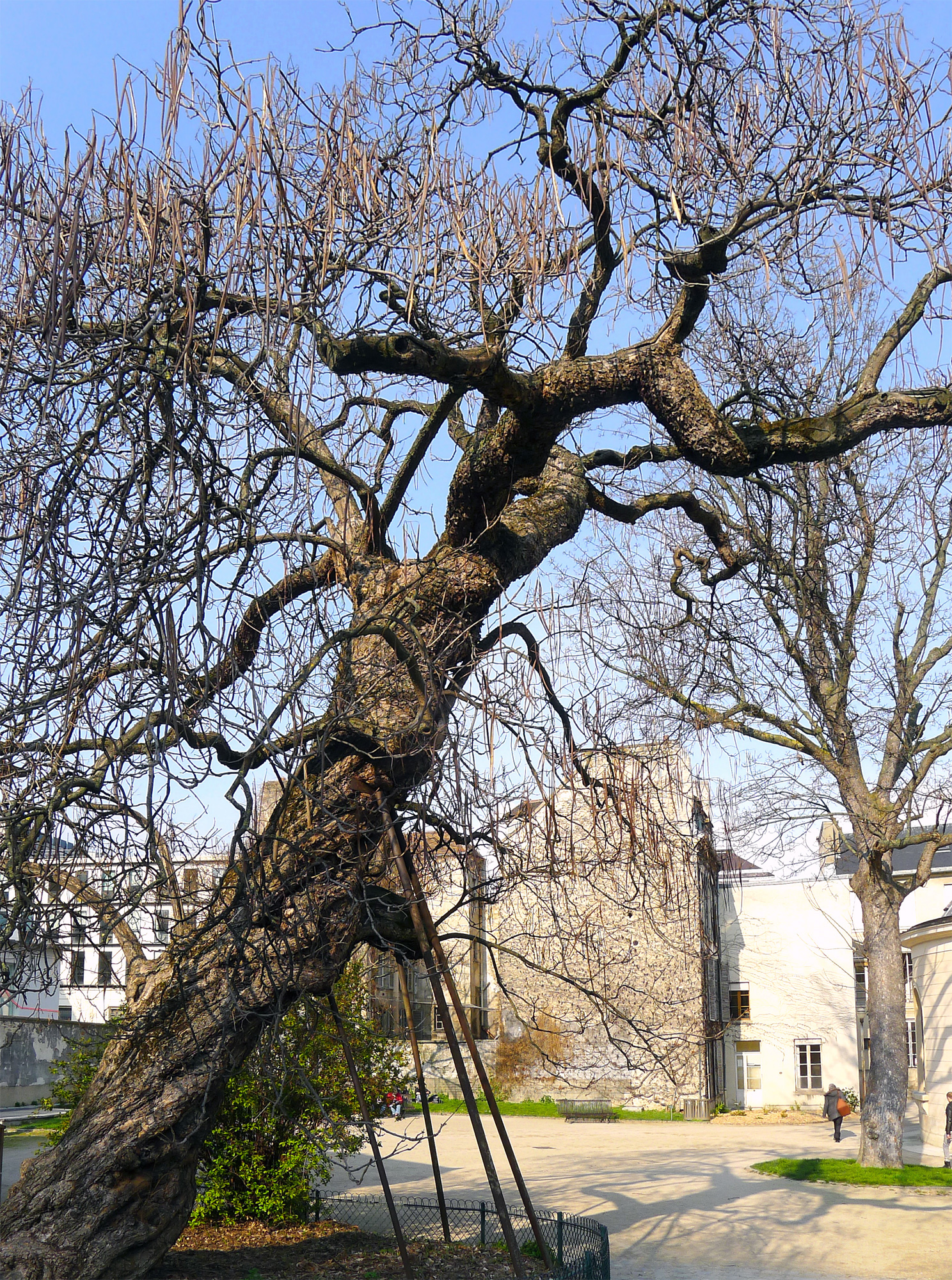
Arbre du jardin des Plantes de Paris.
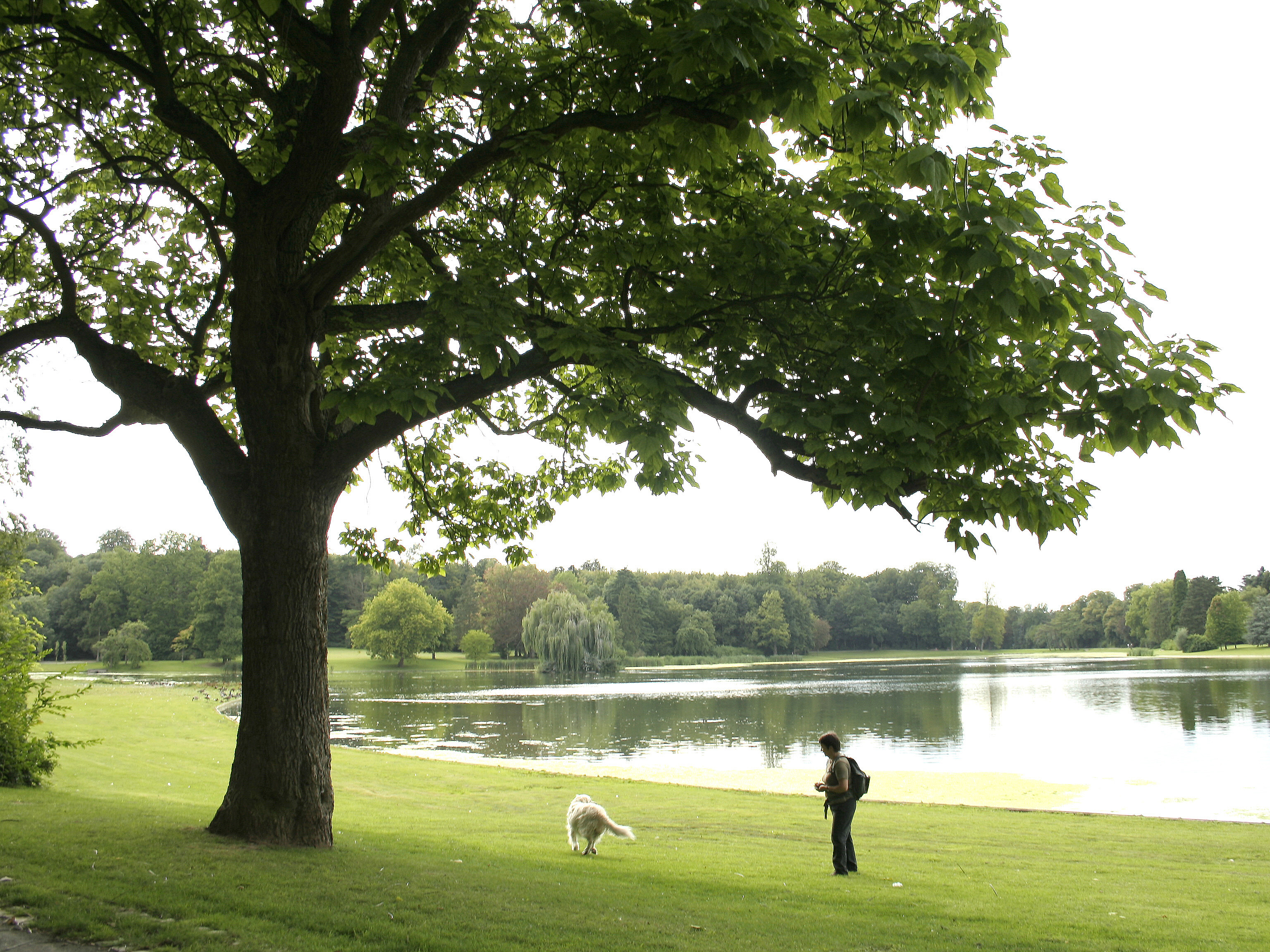
Exemplaire du parc du Musée royal de l’Afrique centrale (Belgique).

## Description
En général, l’arbre atteint au maximum une taille de 15 mètres. À vingt ans, il peut déjà atteindre 7 à 8 mètres de haut. Il rejette de la souche et donne alors des cépées vigoureuses. Son tronc est recouvert d’une écorce en écailles.
Son feuillage caduc est vert. Les feuilles verticillées par 2-3 sont portées par un long pétiole, de limbe ovés de 10 à 25 cm de long et dégageant une odeur désagréable lorsqu’on les froisse.
Les fleurs de 3 à 5 cm de diamètre sont légèrement colorées de jaune et de violet. Elles sont disposées en panicules dressés et apparaissent en juillet en France. Chaque fleur comporte un calice campanulé, à 2 lobes, vert souvent teinté de pourpre, une corolle tubulaire à embouchure évasée, à 5 lobes irréguliers peu profonds, en cloche de couleur est blanc à blanc crème, avec 2 lignes jaune orangé et des nœuds pourpre violacé, 5 étamines dont 2 antérieures fertiles et 3 staminodes stériles, l’ovaire est supère, bicarpellé, 1 style.
Le fruit, qui mûrit en octobre, est une capsule cylindrique de 20 à 40 cm de long, ressemblant à une gousse ou à un long et fin cigare (d'où son surnom d'arbre à cigares). Les graines enfermées dans la capsule font environ 2,5 cm de long.

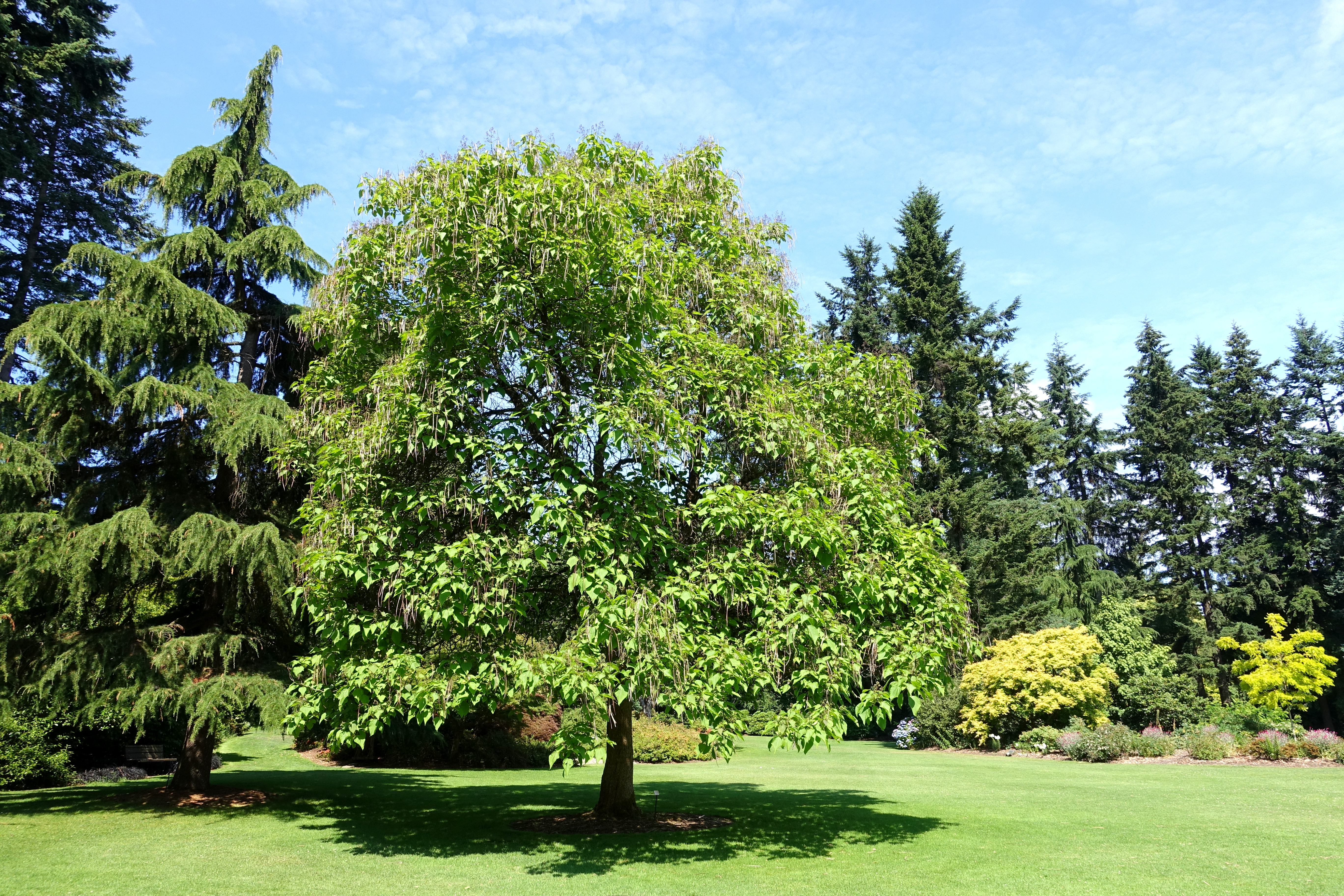
Spécimen botanique.
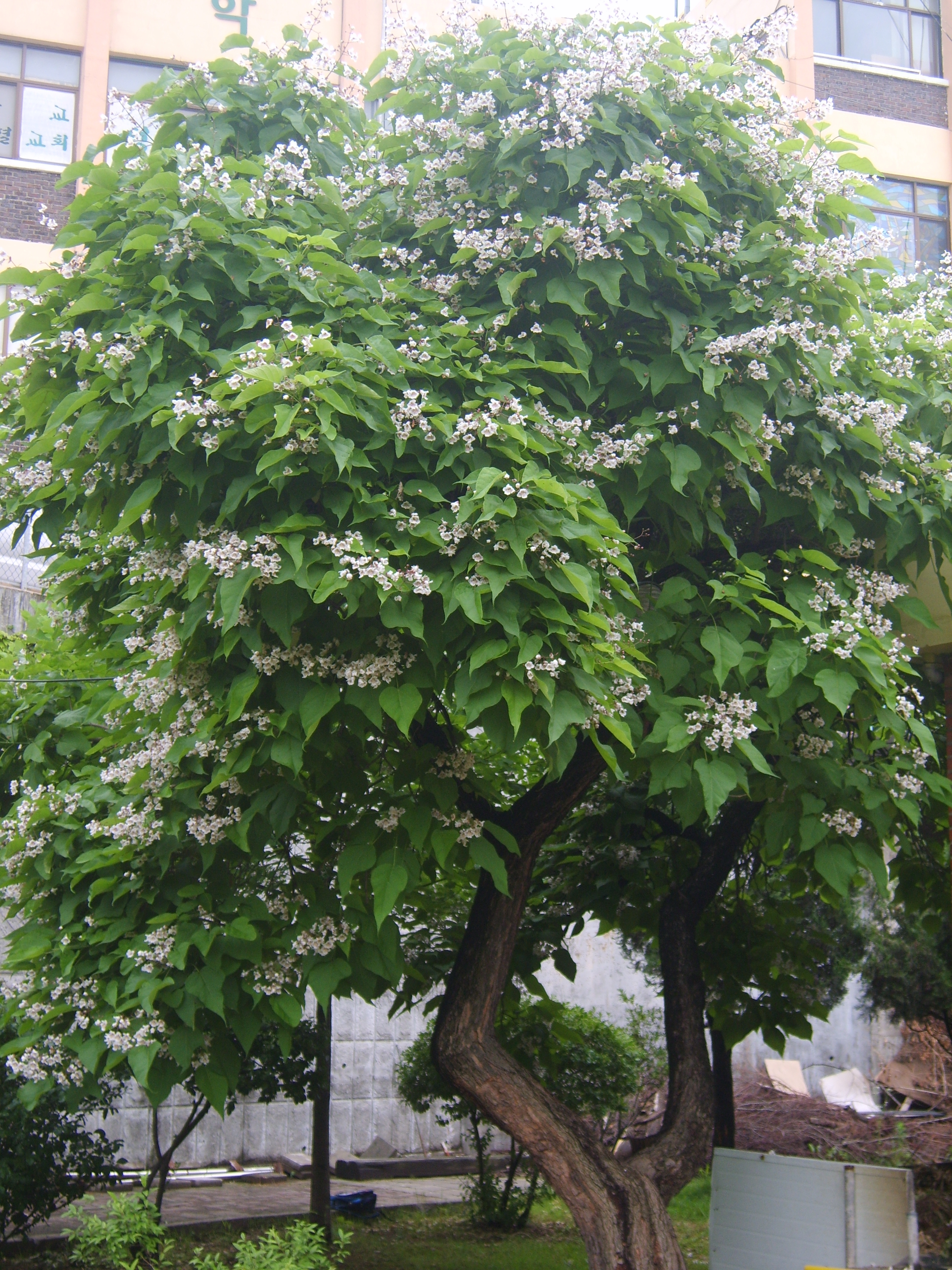
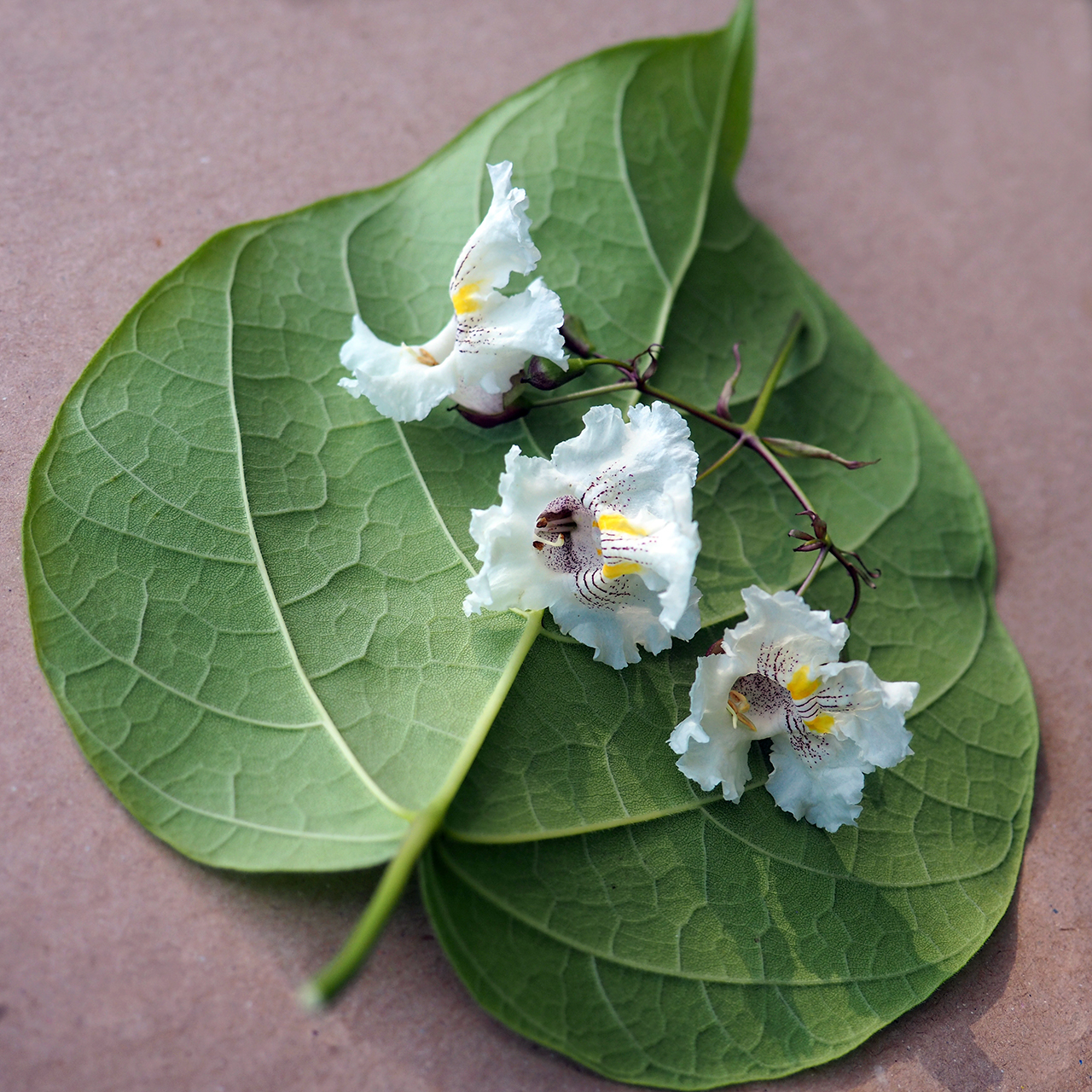
Feuille cordée, panicule de fleurs.
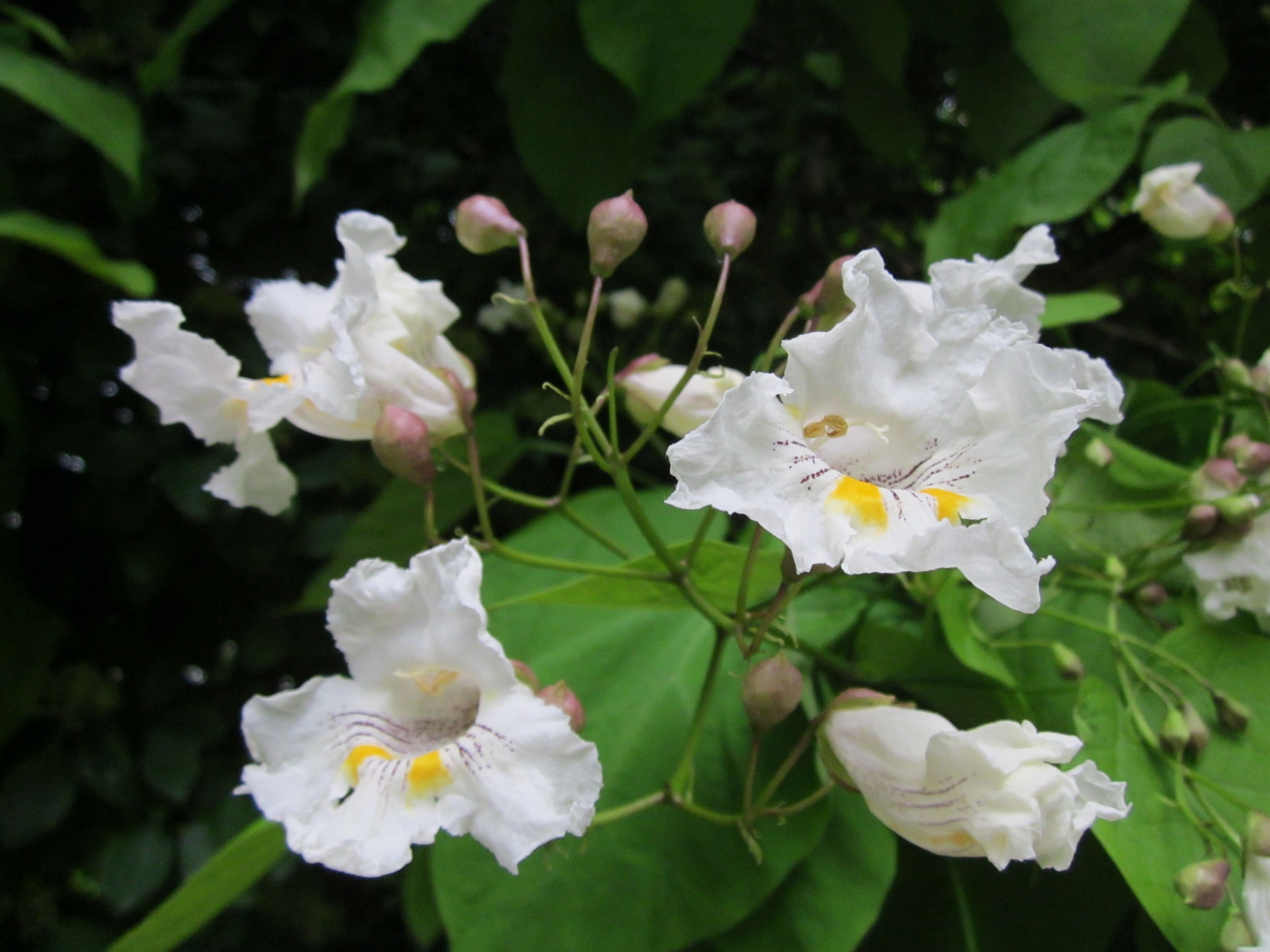
Panicule de fleurs.
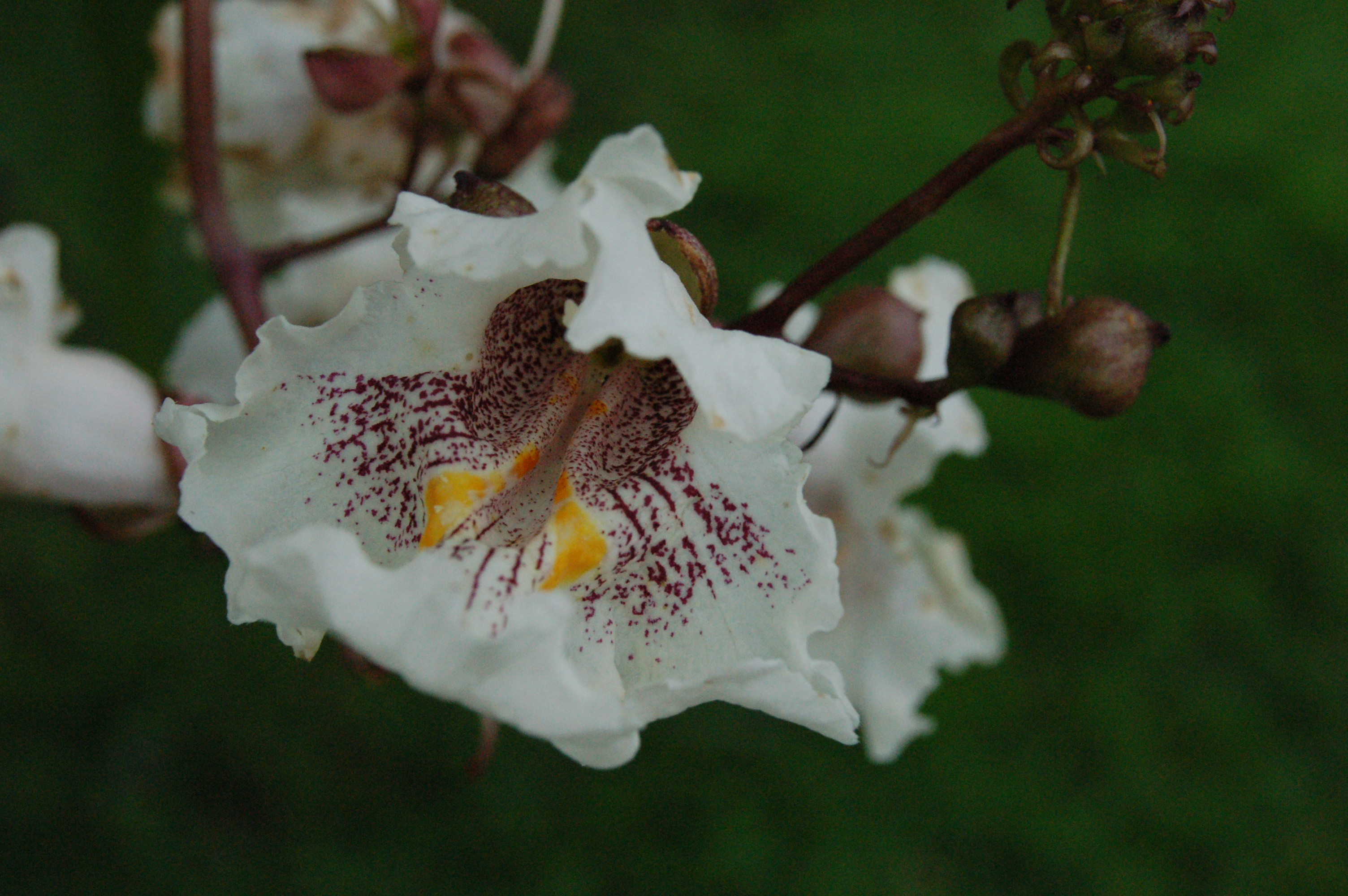
Fleur.
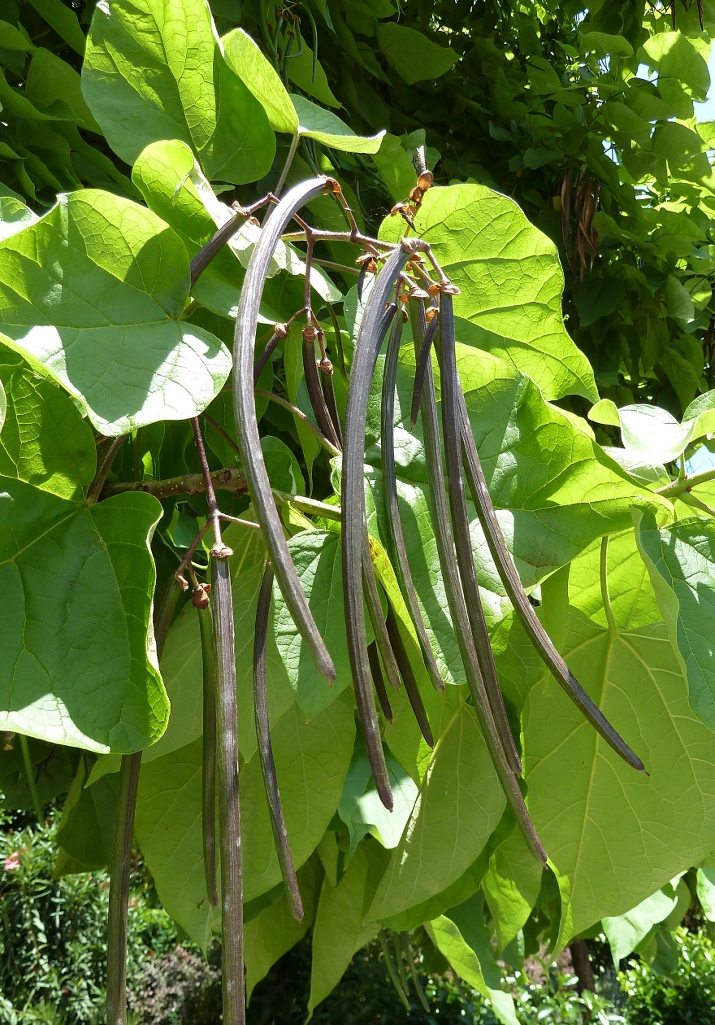
Fruits immatures.

## Culture
L'espèce supporte tous types de sol avec une préférence pour les sols légers, frais et bien drainés. Elle est rustique et supporte des températures descendant jusqu'à −20 °C.
Le catalpa demande à être arrosé durant toute l'année après la plantation, mais ne nécessite pas de taille particulière.

### Maladies
Une galle circulaire verte peut apparaître via la ponte d'un petit moucheron (Cecidomyia catalpae).
Le catalpa peut également être atteint par l'oïdium qui fait blanchir puis roussir le feuillage.
La verticilliose due au champignon Verticillium albo-atrum peut condamner certains rameaux en bouchant les vaisseaux de sève.
Si les feuilles sont d'un vert très clair et peu nombreuses puis se recroquevillent, se dessèchent et tombent, l'arbre souffre d'une chlorose.

## Confusions possibles

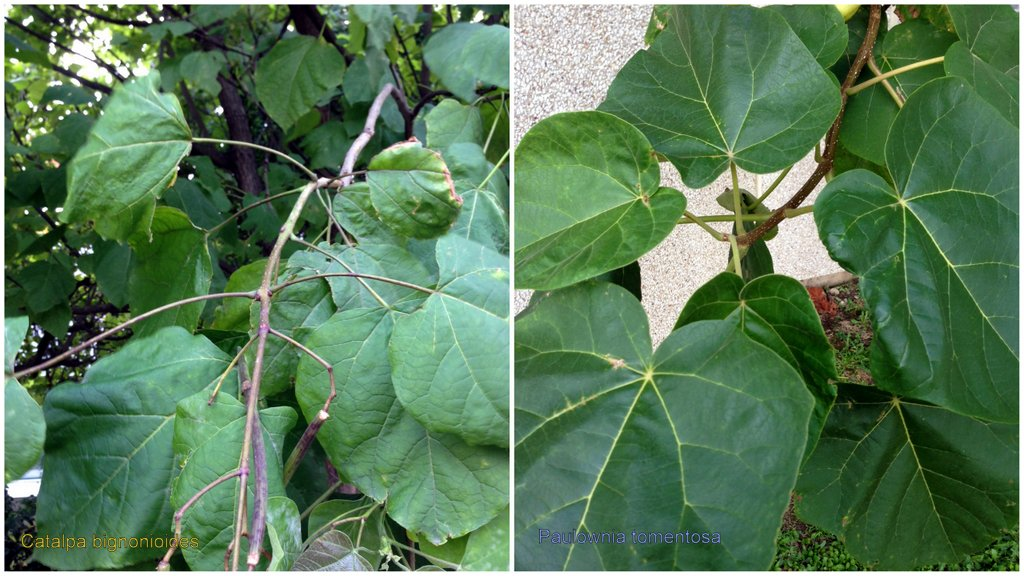
Comparatif de feuilles (verticillées) de Catalpa et feuilles (opposées) de Paulownia.

Une autre espèce ornementale souvent plantée dans les parcs et jardins, le Paulownia (Paulownia tomentosa), lui ressemble beaucoup mais appartient à une autre famille : les Paulowniacées. Les Paulownias se distinguent notamment par leurs fleurs violettes printanières, leurs feuilles opposées (plutôt que verticillées par 2-3) et pubescentes sur les deux faces (plutôt que glabre sur le dessus), et leurs fruits en capsules ovoïdes de 4 cm de long.
| organe             | CATALPA                                       | PAULOWNIA                              |
| ------------------ | --------------------------------------------- | -------------------------------------- |
| feuilles           | verticillées / 2 ou 3 ; glabres sur le dessus | opposées ; pubescentes sur les 2 faces |
| fleurs             | blanches tachetées de jaune et violet         | violettes                              |
| floraison (France) | juin-juillet                                  | avril-mai                              |
| fruits             | forme de gousse ("haricots", d'où son nom)    | capsules ovoïdes                       |